# Hello Katy Tour
Die Hello Katy Tour war die erste weltweite Tournee der US-amerikanischen Pop-Sängerin Katy Perry. Die Tournee promotete Perrys erstes Studioalbum One of the Boys. Sie führte von Januar bis November 2009 durch Nordamerika, Europa, Asien und Australien. Insgesamt wurden 89 Konzerte gegeben.

## Hintergrund

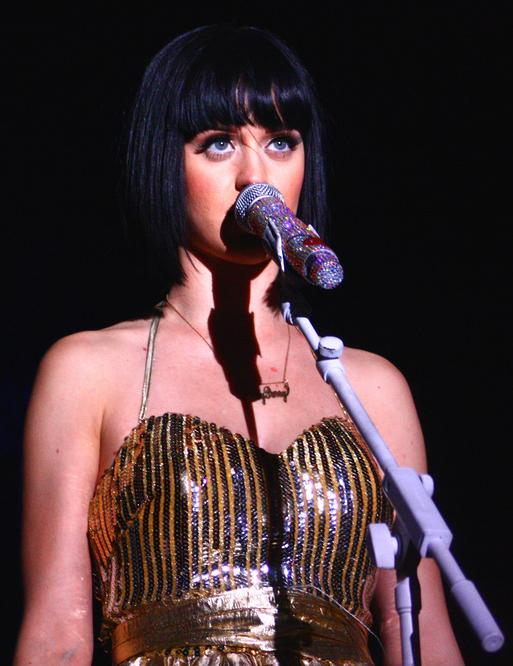
Perry in Detroit am 27. März 2009

Im November 2008, nach den MTV Europe Music Awards 2008, die sie moderiert hatte, gab Perry die Tournee bekannt. In einem Interview mit Billboard sagte Perry:

„I have the guy who creates stages for Madonna working on this tour, I'm indulging my obsession with fruit and cats and designing all different outfits.“

## Vorgruppen
- 3OH!3 (Europa, einzelne Termine)
- Bedük (Istanbul)
- Ladyhawke (Köln)[2]
- Sliimy (Großbritannien)
- The Asteroids Galaxy Tour (Europa, einzelne Termine)[3]
- The Daylights (Vereinigte Staaten)

## Setlist

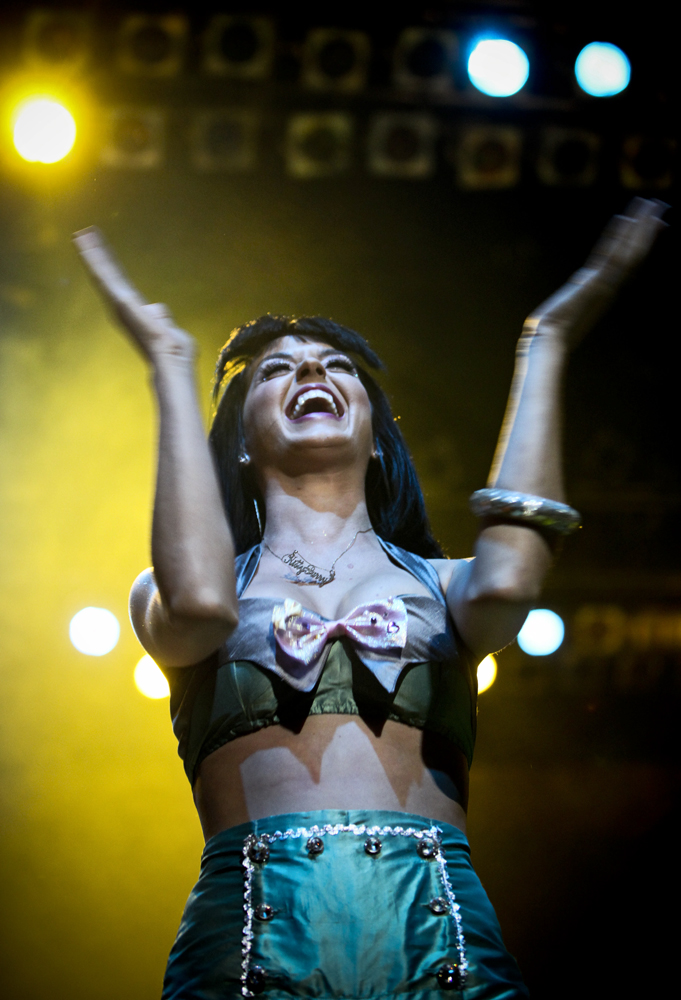
Perry während der Hello Katy Tour im Juni 2009

1. „Fingerprints“
2. „One of the Boys“
3. „Hot n Cold“
4. „Self Inflicted“
5. „Use Your Love“
6. „Waking Up in Vegas“
7. „Lost“
8. „Thinking of You“
9. „Mannequin“
10. „Ur So Gay“
11. „I'm Still Breathing“
12. „I Think I'm Ready“
13. „If You Can Afford Me“

Zugabe
1. „Don’t Stop Me Now“
2. „I Kissed a Girl“

## Tourneedaten
| Datum                 | Stadt              | Land                   | Veranstaltungsort                                      |
| --------------------- | ------------------ | ---------------------- | ------------------------------------------------------ |
| Nordamerika           |                    |                        |                                                        |
| 23. Januar 2009       | Seattle            | Vereinigte Staaten     | Showbox am Markt                                       |
| 25. Januar 2009       | Vancouver          | Kanada                 | Commodore Ballroom                                     |
| 27. Januar 2009       | Portland           | Vereinigte Staaten     | Crystal Ballroom                                       |
| 28. Januar 2009       | San Francisco      | Vereinigte Staaten     | The Fillmore                                           |
| 29. Januar 2009       | Sacramento         | Vereinigte Staaten     | Empire Events Center                                   |
| 31. Januar 2009       | Los Angeles        | Vereinigte Staaten     | Wiltern Theatre                                        |
| 2. Februar 2009       | Tucson             | Vereinigte Staaten     | Centennial Hall                                        |
| 3. Februar 2009       | Phoenix            | Vereinigte Staaten     | Marquee Theatre                                        |
| 5. Februar 2009       | San Diego          | Vereinigte Staaten     | House of Blues                                         |
| 10. Februar 2009      | Salt Lake City     | Vereinigte Staaten     | In The Venue                                           |
| Europa                |                    |                        |                                                        |
| 20. Februar 2009      | Hannover           | Deutschland            | The Dome 49                                            |
| 22. Februar 2009      | Stockholm          | Schweden               | Nalen                                                  |
| 23. Februar 2009      | Kopenhagen         | Dänemark               | K.B. Hallen                                            |
| 25. Februar 2009      | Manchester         | Vereinigtes Königreich | Manchester Academy                                     |
| 26. Februar 2009      | London             | Vereinigtes Königreich | KOKO                                                   |
| 27. Februar 2009      | London             | Vereinigtes Königreich | KOKO                                                   |
| 1. März 2009          | Amsterdam          | Niederlande            | Melkweg                                                |
| 2. März 2009          | Paris              | Frankreich             | Élysée Montmartre                                      |
| 4. März 2009          | München            | Deutschland            | Tonhalle                                               |
| 5. März 2009          | Neu-Isenburg       | Deutschland            | Hugenottenhalle                                        |
| 6. März 2009          | Hamburg            | Deutschland            | Große Freiheit                                         |
| 7. März 2009          | Brüssel            | Belgien                | Ancienne Belgique                                      |
| Nordamerika           |                    |                        |                                                        |
| 19. März 2009 (A)     | Austin             | Vereinigte Staaten     | Stubb                                                  |
| 23. März 2009         | Kansas City        | Vereinigte Staaten     | Beaumont Verein                                        |
| 24. März 2009         | Minneapolis        | Vereinigte Staaten     | First Avenue                                           |
| 26. März 2009         | Chicago            | Vereinigte Staaten     | House of Blues                                         |
| 27. März 2009         | Detroit            | Vereinigte Staaten     | Clutch Cargo                                           |
| 28. März 2009         | Cleveland          | Vereinigte Staaten     | House of Blues                                         |
| 30. März 2009         | Toronto            | Kanada                 | The Government                                         |
| 31. März 2009         | Montreal           | Kanada                 | Metropolis                                             |
| 1. April 2009         | Boston             | Vereinigte Staaten     | House of Blues                                         |
| 3. April 2009 (B)     | Palm Springs       | Vereinigte Staaten     | Palm Springs Convention Center                         |
| 5. April 2009         | Philadelphia       | Vereinigte Staaten     | The Fillmore am Theater of the Living Arts             |
| 6. April 2009         | New York City      | Vereinigte Staaten     | The Fillmore New York at Irving Plaza                  |
| 7. April 2009         | New York City      | Vereinigte Staaten     | The Fillmore New York at Irving Plaza                  |
| 8. April 2009         | New York City      | Vereinigte Staaten     | The Fillmore New York at Irving Plaza                  |
| 10. April 2009        | Washington, D.C.   | Vereinigte Staaten     | 9:30 Club                                              |
| 11. April 2009        | Myrtle Beach       | Vereinigte Staaten     | House of Blues                                         |
| 14. April 2009        | Nashville          | Vereinigte Staaten     | Cannery Ballroom                                       |
| 15. April 2009        | Atlanta            | Vereinigte Staaten     | Center Stage                                           |
| 28. April 2009        | St. Petersburg     | Vereinigte Staaten     | Jannus Landing                                         |
| 29. April 2009        | Fort Lauderdale    | Vereinigte Staaten     | Revolution Live-                                       |
| 2. Mai 2009 (C)       | Birmingham         | Vereinigte Staaten     | BJCC                                                   |
| 7. Mai 2009 (D)       | Miami              | Vereinigte Staaten     | The Fillmore Miami Beach at The Jackie Gleason Theater |
| 11. Mai 2009          | Dallas             | Vereinigte Staaten     | House of Blues                                         |
| 12. Mai 2009          | Houston            | Vereinigte Staaten     | House of Blues                                         |
| Asien                 |                    |                        |                                                        |
| 25. Mai 2009          | Osaka              | Japan                  | Club Quattro                                           |
| 26. Mai 2009          | Nagoya             | Japan                  | Club Quattro                                           |
| 28. Mai 2009          | Tokio              | Japan                  | Duo Music Exchange                                     |
| 29. Mai 2009          | Tokio              | Japan                  | Duo Music Exchange                                     |
| Europa                |                    |                        |                                                        |
| 1. Juni 2009 (E)      | Landgraaf          | Niederlande            | Landgraaf Megaland Park                                |
| 9. Juni 2009          | London             | Vereinigtes Königreich | O2 Shepherds Bush Empire                               |
| 10. Juni 2009         | London             | Vereinigtes Königreich | O2 Shepherds Bush Empire                               |
| 11. Juni 2009         | Brighton           | Vereinigtes Königreich | Brighton Dome                                          |
| 13. Juni 2009 (F)     | Crans-près-Céligny | Schweiz                | Port de Crans                                          |
| 14. Juni 2009         | Zürich             | Schweiz                | Volkshaus                                              |
| 16. Juni 2009         | Paris              | Frankreich             | L'Olympia                                              |
| 17. Juni 2009         | Lyon               | Frankreich             | Le Transbordeur                                        |
| 19. Juni 2009 (G)     | Scheeßel           | Deutschland            | MSC Eichenring                                         |
| 20. Juni 2009         | Köln               | Deutschland            | Palladium Köln                                         |
| 21. Juni 2009 (H)     | Tuttlingen         | Deutschland            | Flugplatz Tuttlingen                                   |
| 23. Juni 2009 (R)     | Mailand            | Italien                | Idroscalo                                              |
| 25. Juni 2009         | Barcelona          | Spanien                | Palau Sant Jordi                                       |
| 26. Juni 2009 (I)     | Madrid             | Spanien                | Palacio de Deportes                                    |
| 28. Juni 2009         | Lissabon           | Portugal               | Campo Pequeno                                          |
| 2. Juli 2009 (J)      | Nibe               | Dänemark               | Skalskoven                                             |
| 4. Juli 2009 (K)      | Werchter           | Belgien                | Werchter Festival Grounds                              |
| 5. Juli 2009 (L)      | Arras              | Frankreich             | Main Square                                            |
| 6. Juli 2009          | Esch-sur-Alzette   | Luxemburg              | Rockhal                                                |
| 9. Juli 2009          | Istanbul           | Türkei                 | True Blue Fenerbahçe                                   |
| 11. Juli 2009 (M)     | Perth and Kinross  | Vereinigtes Königreich | T In The Park                                          |
| 12. Juli 2009 (N)     | Kildare            | Irland                 | Oxegen 2009                                            |
| Nordamerika           |                    |                        |                                                        |
| 25. Juli 2009         | Boston             | Vereinigte Staaten     | Agganis Arena                                          |
| 26. Juli 2009         | Toronto            | Kanada                 | Molson Amphitheatre                                    |
| 28. Juli 2009         | New York           | Vereinigte Staaten     | Hammerstein Ballroom                                   |
| 30. Juli 2009         | Atlantic City      | Vereinigte Staaten     | Borgata Hotel, Casino and Spa                          |
| Australien            |                    |                        |                                                        |
| 12. August 2009       | Brisbane           | Australien             | The Tivoli                                             |
| 14. August 2009       | Melbourne          | Australien             | The Forum                                              |
| 17. August 2009       | Sydney             | Australien             | Enmore Theatre                                         |
| 18. August 2009       | Sydney             | Australien             | Enmore Theatre                                         |
| Europa                |                    |                        |                                                        |
| 21. August 2009       | Glasgow            | Vereinigtes Königreich | Barrowland Ballroom                                    |
| 22. August 2009 (O)   | Staffordshire      | Vereinigtes Königreich | Weston Park                                            |
| 23. August 2009 (O)   | Chelmsford         | Vereinigtes Königreich | Hylands Park                                           |
| 25. August 2009       | Birmingham         | Vereinigtes Königreich | O2 Academy Birmingham                                  |
| 26. August 2009       | Newcastle          | Vereinigtes Königreich | O2 Academy Newcastle                                   |
| Nordamerika           |                    |                        |                                                        |
| 29. August 2009       | Los Angeles        | Vereinigte Staaten     | Hollywood Palladium                                    |
| 30. August 2009       | Santa Barbara      | Vereinigte Staaten     | Santa Barbara Bowl                                     |
| 5. September 2009 (P) | Seattle            | Vereinigte Staaten     | Seattle Center                                         |
| Asien                 |                    |                        |                                                        |
| 14. November 2009 (Q) | Pasay City         | Philippinen            | SM Mall Of Asia Concert Grounds                        |
| Europa                |                    |                        |                                                        |
| 28. November 2009     | Ischgl             | Österreich             | Silvrettaseilbahn AG – Ischgl                          |

Feste und verschiedene andere Shows
(A) Dieses Konzert ist Teil des South by Southwest Festival

(B) Dieses Konzert ist Teil des Dinah Shore Weekend

(C) Dieses Konzert ist Teil des Schaeffer Eye Center Crawfish Boil

(D) Dieses Konzert ist Teil der Grammy Celebration Concert Tour

(E) Dieses Konzert ist Teil des Pinkpop Festival

(F) Dieses Konzert ist Teil des Caribana Festival

(G) Dieses Konzert ist Teil des Hurricane Festival

(H) Dieses Konzert ist Teil des Southside Festival

(I) Dieses Konzert ist Teil des U18 Festival

(J) Dieses Konzert ist Teil des Nibe Festival

(K) Dieses Konzert ist Teil des Rock Werchter

(L) Dieses Konzert ist Teil des Main Square Festival

(M) Dieses Konzert ist Teil des Oxegen

(N) Dieses Konzert ist Teil des T in the Park

(O) Diese Konzerte sind Teil des V Festivals

(P) Dieses Konzert ist Teil des Bumbershoot: Seattle's Music & Arts Festival

(Q) Dieses Konzert ist ein Benefizkonzert für die Opfer des Taifuns „Ketsana“
Verschobene/Gestrichene Shows
(R) Dieses Konzert wurde auf Grund von Krankheit abgesagt

### Verkaufsdaten
| Veranstaltungsort     | Stadt       | Tickets Verkauft / Verfügbar | Brutto-Einnahmen |
| --------------------- | ----------- | ---------------------------- | ---------------- |
| Showbox at the Market | Seattle     | 1.150 / 1.150 (100 %)        | $19.980          |
| Commodore Ballroom    | Vancouver   | 990 / 990 (100 %)            | $20.111          |
| First Avenue          | Minneapolis | 1.534 / 1.534 (100 %)        | $36.816          |
| The Fillmore          | New York    | 1.314 / 1.314 (100 %)        | $23.980          |
| Wiltern Theatre       | Los Angeles | 2.690 / 2.690 (100 %)        | $44.913          |
| House of Blues        | Cleveland   | 1.300 / 1.300 (100 %)        | $23.400          |
| Clutch Cargo's        | Detroit     | 1.121 / 1.275 (88 %)         | $21.438          |
|                       | Gesamt      | 8.565 / 8.719 (98 %)         | $145.822         |